# Søllested Kirke (Assens Kommune)
|  | Denne artikel omhandler Søllested Kirke (Assens Kommune). Der er også en anden kirke med dette navn, se Søllested Kirke (Lolland). |
Søllested Kirke ligger i landsbyen Søllested ca. 9 km NØ for Assens (Region Syddanmark).

## Eksterne kilder og henvisninger
- Wikimedia Commons har flere filer relateret til Søllested Kirke (Assens Kommune)
- Søllested Kirke Arkiveret 31. januar 2011 hos  Wayback Machine hos nordenskirker.dk
- Søllested Kirke hos KortTilKirken.dk